# Wanganui Chronicle
Der Wanganui Chronicle ist Neuseelands älteste regional erscheinende Tageszeitung. Die Zeitung hat ihren lokalen redaktionellen Sitz in Wanganui.

## Geschichte
Die erste Ausgabe des Wanganui Chronicle erschien am 18. September 1856. In anfänglich 14-täglicher Erscheinungsweise kostete das Blatt seinerzeit sechs Pence pro Ausgabe. Schon 1853 machte Wanganui mit dem Wanganui Record als erste Tageszeitung des Landes neuseelandweit auf sich aufmerksam. Doch das Blatt hielt sich nur wenige Wochen und verschwand dann für immer. Dagegen schaffte es der Wanganui Chronicle 10 Jahre nach seiner Erstausgabe, ab 1866 dreimal pro Woche herausgegeben zu werden. 1871 erfolgte dann die Umstellung auf die tägliche Erscheinungsweise, die bis heute noch Standard ist. Als Gründer der Zeitung gilt Henry Stokes, der zusammen mit einem technisch versierten Lehrer der Wanganui Collegiate School eine Druckmaschine für die Zeitung konstruierte und damit die Erstausgabe ermöglichte.
In den 1860er Jahren bekam der Wanganui Chronicle Konkurrenz. Herausgegeben von dem späteren Premierminister John Ballance, wuchs der ab dem 4. Juni 1867 erscheinende Evening Herald, 1876 im Wanganui Herald umbenannt, als Abendzeitung zu einer ernsthaften Bedrohung für den Chronicle, bis das Blatt in den 1880er Jahren selbst in wirtschaftliche Schwierigkeiten geriet. Das zweite Konkurrenzblatt, die Wanganui Times hielt sich weniger als ein Jahrzehnt.
1875 übernahm Gilbert Carson den Chronicle, war zwischen 1881 und 1884 Bürgermeister der Stadt und später Mitglied des House of Representatives. Als Politiker und mit seinem Chronicle avancierte Carson zum Opponenten zu John Ballance und seinem Wanganui Herald. In den 1970ern kamen beide Blätter schließlich in eine Hand, wurden aber weiterhin getrennt als Morgenzeitung und Abendblatt herausgegeben. Ab 1986, als der Wanganui Herald dann als Tageszeitung eingestellt wurde und unter dem Namen Wanganui Midweek nur noch als Community-Paper erschien, war der Wanganui Chronicle schließlich die einzige Tageszeitung des Ortes und der Region.

## Heute
Seit November 1997 gehört der Wanganui Chronicle dem australischen Medienkonzerns APN News & Media, der in dem Jahr 16 neuseeländische Zeitungen und Medienunternehmen unter der W & H Newspapers Limited zusammenführte und später in APN New Zealand Limited umbenannte. Seit Januar 2015 firmiert die APN New Zealand Limited unter NZME. Publishing.
Am 21. August 2013 wurde das Onlineangebot aller zu APN News & Media gehörenden neuseeländischen Zeitungen neu organisiert und unter der Führung von dem New Zealand Herald zusammengefasst.
Der Wanganui Chronicle gehörte 2014 zu den ganz wenigen neuseeländischen Tageszeitungen, der seine durchschnittliche tägliche Auflage von 9.820 im Jahr 2013 bis auf 10.051 im Jahr 2014 etwas steigern konnten.